# Alucita certifica
Alucita certifica là một loài bướm đêm thuộc họ Alucitidae. Loài này có ở Nam Phi.